# Eun-Jeung Lee
Eun-Jeung Lee (* 15. September 1963 in Daejeon) ist eine südkoreanische Koreanistin.

## Leben
Sie studierte Politikwissenschaft, Soziologie und Ethnologie in Seoul und Göttingen. Nach der Dissertation über das Staatsdenken von Hermann Heller in Göttingen 1993 hatte sie ein Alexander von Humboldt Forschungsstipendium von 1994 bis 1995 an der Universität Halle. Nach dem Habilitationsstipendium des Landes Sachsen-Anhalt 1998–2000 und der Habilitation zur Geschichte der Konfuzianismusrezeption im europäischen Denken seit der frühen Aufklärung 2001 in Halle an der Saale hatte sie von 2001 bis 2002 ein Japan Foundation Fellowship in Tokyo. Von 2006 bis 2007 vertrat sie den Lehrstuhl in Halle. Seit 2008 lehrte sie als Lehrstuhlinhaberin am Institut für Koreastudien der FU Berlin. Abgelehnte Rufe nach Leipzig und Bochum. 2013 erhielt sie den Mirok Lee Preis der Deutsch-Koreanischen Gesellschaft. Seit 2014 ist sie Mitglied des Deutsch-Koreanischen Beratergremiums zu außenpolitischen Fragen der Wiedervereinigung. Seit 2013 ist sie Mitglied der Academia Europaea. Seit 2016 ist sie ordentliches Mitglied der Berlin-Brandenburgischen Akademie der Wissenschaften.
Ihre Forschungsschwerpunkte sind interkulturelle politische Ideengeschichte Europa und Ostasien, politische Theorie, politische Kultur, Geschichte und Gesellschaft Koreas und internationale vergleichende Transformationsforschung.

## Schriften (Auswahl)
- Der soziale Rechtsstaat als Alternative zur autoritären Herrschaft. Zur Aktualisierung der Staats- und Demokratietheorie Hermann Hellers. Berlin 1994, ISBN 3-428-08134-X.
- Konfuzianismus und Kapitalismus. Markt und Herrschaft in Ostasien. Münster 1997, ISBN 3-89691-412-X.
- „Anti-Europa“ – Die Geschichte der Rezeption des Konfuzianismus und der konfuzianischen Gesellschaft seit der frühen Aufklärung. Eine ideengeschichtliche Untersuchung unter besonderer Berücksichtigung der deutschen Entwicklung. Münster 2003, ISBN 3-8258-6206-2.
- Konfuzius interkulturell gelesen (IKB Band 63), Verlag Traugott Bautz, Nordhausen 2008, ISBN 978-3-88309-237-9.
- Sŏwŏn - konfuzianische Privatakademien in Korea. Wissensinstitutionen der Vormoderne. Frankfurt am Main 2016, ISBN 3-631-67086-9.
- Korea und der Konfuzianismus. Frankfurt am Main 2022, ISBN 978-3-465-02785-0.